# Potamotrygon falkneri
Potamotrygon falkneri is een vissensoort uit de familie van de zoetwaterroggen (Potamotrygonidae). De wetenschappelijke naam van de soort is voor het eerst geldig gepubliceerd in 1963 door Castex & Maciel.